# Grand Prix d'été de saut à ski 2003
Le Grand Prix d'été de saut à ski 2003 est la 10e édition du Grand Prix d'été de saut à ski organisé par la FIS, il fut remporté par l'autrichien Thomas Morgenstern.

## Classement général
| Place | Nom                  | Pays               | Points |
| ----- | -------------------- | ------------------ | ------ |
| 1     | Thomas Morgenstern   | Autriche           | 223    |
| 2     | Akseli Kokkonen      | Finlande           | 190    |
| 3     | Martin Hoellwarth    | Autriche           | 176    |
| 4     | Rok Benkovic         | Slovénie           | 175    |
| 5     | Roar Ljoekelsoey     | Norvège            | 150    |
| 6     | Maximilian Mechler   | Allemagne          | 124    |
| 7     | Primož Peterka       | Slovénie           | 122    |
| 8     | Veli-Matti Lindström | Finlande           | 120    |
| 9     | Tami Kiuru           | Finlande           | 117    |
| 10    | Jakub Janda          | République tchèque | 106    |

## Résultats
| Date         | Lieu          | Vainqueur                                                                                | Deuxième                                                          | Troisième                                                       |
| 9 août 2003  | Hinterzarten  | Autriche Andreas Widhoelzl Reinhard Schwarzenberger Martin Hoellwarth Thomas Morgenstern | Finlande Tami Kiuru Akseli Kokkonen Matti Hautamaeki Janne Ahonen | Slovénie Damjan Fras Rok Benkovic Robert Kranjec Primož Peterka |
| 10 août 2003 | Hinterzarten  | Thomas Morgenstern                                                                       | Tami Kiuru                                                        | Roar Ljoekelsoey                                                |
| 14 août 2003 | Courchevel    | Sigurd Pettersen                                                                         | Thomas Morgenstern                                                | Noriaki Kasai                                                   |
| 29 août 2003 | Val di Fiemme | Akseli Kokkonen                                                                          | Martin Hoellwarth                                                 | Veli-Matti Lindstroem                                           |
| 31 août 2003 | Innsbruck     | Maximilian Mechler                                                                       | Rok Benkovic                                                      | Veli-Matti Lindstroem                                           |